# マッテルスブルク
マッテルスブルク（Mattersburg  発音）は、オーストリアのブルゲンラント州、マッテルスブルク郡に属する 基礎自治体（ゲマインデ） 。マタースブルクやマッタースブルクとも表記する。

## 地理
ハンガリー国境に近い小さな都市。数キロ南東に国境がある。近隣の都市としては、約15キロ北西のヴィーナー・ノイシュタットが挙げられる。

## 歴史

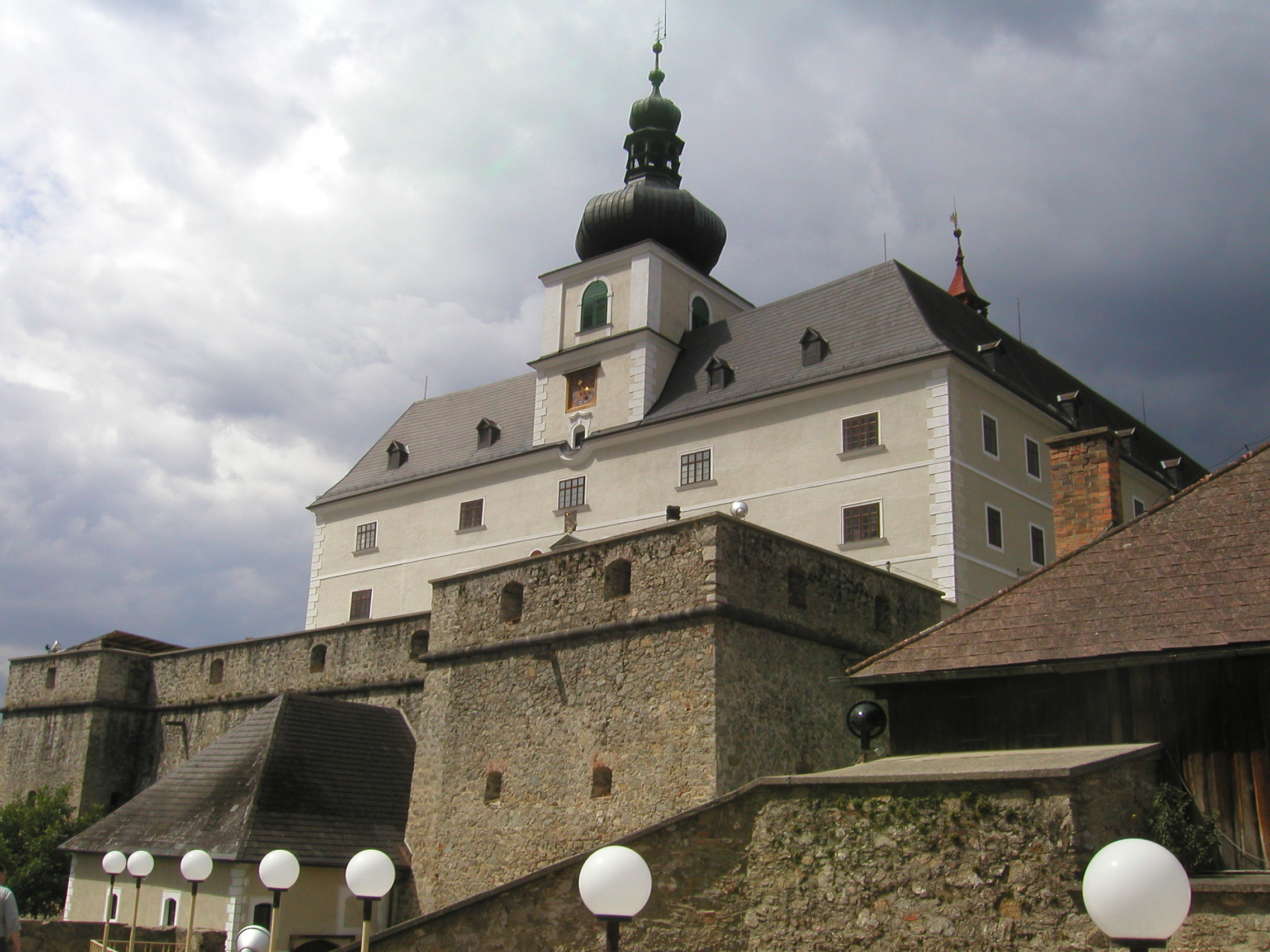
フォルヒテンシュタイン城

1202年、史料上マッテルスブルクが現れた。1354年に市場特権を与えられた。19世紀半ば、ヴィーナー・ノイシュタットと鉄道で結ばれた。19世紀後半にアウスグライヒを経てオーストリア・ハンガリー二重帝国が成立すると、マッテルスブルクはハンガリー王国側に属した。この時期、ハンガリー化政策が行われたため、街の名称もハンガリー風にされた（Nagymarton）。第一次世界大戦後、サン＝ジェルマン条約とトリアノン条約によって、マッテルスブルクはオーストリアに属することが確認された。
この地域を治めていたエステルハージ家がユダヤ人に対して寛容だったこともあり、この街には大規模なユダヤ人コミュニティーが形成され、この地域における「7つのケヒッラー（ユダヤ人コミュニティー）」の1つであった。しかし、1938年にドイツがオーストリアを併合すると、この地にまでユダヤ人迫害が及び、第二次世界大戦終了時にはユダヤ人コミュニティーが壊滅へと追い込まれた。

## 交通
道路網としては、S4号線とS31号線がマッテルスブルクと各地を結んでいる。また、マッテルスブルク鉄道がヴィーナー・ノイシュタットとショプロンを結んでいる。

## スポーツ
オーストリア・ブンデスリーガに属しているSVマッテルスブルクが本拠地としている。現在のところブルゲンランド州で唯一オーストリア・ブンデスリーガに属しているサッカークラブ。この小さな街のサッカークラブは近年に力を伸ばし、オーストリア・ブンデスリーガの上位にも食い込むようになった。年間平均観客動員数は街の人口を超えている、ブルゲンランド州でも最も人気のあるサッカークラブである。